# Reading Company
La Reading Company (sigle de l'AAR: RDG) plus communément appelée Reading Railroad était un ancien chemin de fer américain de classe I qui desservait le Sud-Est de l'État de Pennsylvanie, ainsi que les États voisins jusqu'en 1976. Jusqu'au déclin du transport d'anthracite dans la région houillère de l'État, l'entreprise était l'une des plus prospères des États-Unis. Cependant, une fois que le transport de charbon a commencé à diminuer, et que la concurrence des autoroutes s'est affirmée, l'entreprise a connu des difficultés qui ont mené à sa faillite au milieu des années 1970. La Reading Company fusionna alors avec d'autres compagnies en déclin pour fonder la Consolidated Rail Corporation ou Conrail qui fut à son tour démantelée en 2000.

## Le développement du Philadelphia and Reading Rail Road: 1833–1896
Le Philadelphia & Reading Rail Road (P&R), créé le 4 avril 1833, fut l'un des premiers chemins de fer construit aux États-Unis. Le P&R et le Little Schuylkill, chemin de fer utilisant la traction hippomobile dans la vallée de la Schuylkill, constituèrent les toutes premières structures de ce qui allait devenir la Reading Company (prononcer Réding). À l'origine, le P&R fut construit pour acheminer le charbon anthracite des régions charbonnières du Nord-Est de la Pennsylvanie vers Philadelphie. La portion entre Norristown et Reading a été construite sous la direction de Moncure Robinson (en), ingénieur en chef de la compagnie, fut ouverte le 16 juillet 1838, et la totalité de la ligne le 9 décembre 1839. La ligne d'origine du P&R partait de la ville minière de Pottsville pour gagner Reading au sud, puis Philadelphie, grâce à une ligne de faible pente qui longeait les rives de la Schuylkill sur une grande partie des 150 km du parcours,. Le terminus de Philadelphie, appelé Philadelphia & Columbia Railroad (P&C), se trouvait sur la rive ouest de la Schuylkill et était contrôlé par l'État de Pennsylvanie; pour continuer vers l'est, le P&R empruntait le Columbia Bridge du P&C, puis passait sur le réseau du City Railroad (propriété de la ville) avant d'arriver à son dépôt situé à l'angle sud-est des rues Broad Street et Cherry Street. 
Presque immédiatement, le P&R devint très profitable car le charbon remplaçait le bois comme combustible dans les entreprises et les habitations. Rapidement, le P&R acheta ou loua de nombreux chemins de fer dans la vallée de la Schuylkill et de la région charbonnière du nord-est de la Pennsylvanie.
Une extension partant de Reading vers Mount Carbon, situé également sur la rivière Schuylkill, au nord-ouest, fut ouverte le 13 janvier 1842; elle permit au Reading de concurrencer le Schuylkill Canal. À Mount Carbon, il se connectait avec le Mount Carbon Railroad, puis traversait Pottsville pour desservir plusieurs mines, avant d'atteindre un peu plus tard Williamsport. Le 17 mai 1842, un embranchement pour les marchandises fut ouvert entre West Falls et Port Richmond sur le  fleuve Delaware au nord du centre-ville de Philadelphie. La construction de Port Richmond permit d'exporter le charbon par navires ou par barges. Cela augmenta le potentiel du négoce du charbon, et fut la clé du succès du P&R. Port Richmond devint un énorme terminal pour le charbon, et se proclama le "Largest privately owned railroad tidewater terminal in the world". En 1843, le P&R acheva la construction de la première ligne principale à double voie des États-Unis. 
Le Lebanon Valley Railroad fut créé en 1836 pour relier Reading à Harrisburg à l'ouest. Le Reading le racheta, commença la construction en 1854, et ouvrit la ligne en 1856. Cela donna au Reading une route entre Philadelphie et Harrisburg; il se trouva ainsi pour la première fois en compétition directe avec le Pennsylvania Railroad, lequel deviendrait son principal rival. En 1859, le Reading loua le Chester Valley Railroad, ce qui lui apporta un embranchement entre Bridgeport et Downingtown à l'ouest. Auparavant, il avait été exploité par le Philadelphia Germantown & Norristown Railroad. 
Le 24 décembre 1859, le Reading ouvrit un nouveau terminus à Philadelphie, à l'angle de Broad Street et de Callowhill Street, juste au nord de l'ancien sur Cherry Street.
Le Reading & Columbia Railroad fut créé en 1857 pour construire une ligne entre Reading et Columbia, Pennsylvanie sur le fleuve Susquehanna dans le sud-ouest. Il ouvrit en 1864, et utilisait le Lebanon Valley Railroad entre Sinking Spring et Reading à l'est. Le Reading loua le Reading & Columbia en 1870. Cette même année, il loua le Port Kennedy Railroad, un petit embranchement qui reliait des carrières à Port Kennedy, PA. Également en 1870, le Reading loua le Pickering Valley Railroad, qui ne relia Phoenixville, PA à Byers, PA à l'ouest qu'en 1871.
En 1871, le Reading constitua une filiale appelée Philadelphia and Reading Coal and Iron Company, laquelle achetait l'anthracite de la région minière. Cette concentration verticale apporta au P&R le contrôle total du négoce du charbon, des mines jusqu'à sa commercialisation. Les investissements lourds dans le charbon furent rapidement payants, et en 1871 le Reading fut la plus grosse entreprise au monde, valorisée à 170 000 000 $, et probablement le plus gros gros conglomérat de l'époque. 
À ses débuts, le Philadelphia & Reading Railroad donnait un nom à chacune de ses locomotives, tel que Winona ou Jefferson, comme la plupart des chemins de fer américains qui perpétuaient l'habitude britannique. Mais en décembre 1871, le P&R remplaça tous les noms par des numéros. 
En 1877, des cheminots du Reading se mettent en grève et sont durement réprimés par la Garde nationale, qui tue 11 d'entre eux. 
Le 14 mai 1879, le Reading prit le contrôle du North Pennsylvania Railroad. Cela lui permit non seulement de relier Philadelphie à Bethlehem, PA, dans la Lehigh Valley où l'industrie de l'acier était en plein développement, mais également de posséder le Delaware & Bound Brook Railroad dont la route menait à New York et le mettait en concurrence directe avec le United New Jersey Railroad & Canal Company, filiale du Pennsylvania Railroad. À Jersey City, le Reading utilisait le terminus du Central Railroad of New Jersey (CNJ). Le 29 mai 1883, le Reading loua le Central Railroad of New Jersey.
Le 20 septembre 1883, le Reading et le CNJ firent l'acquisition du Philadelphia & Atlantic City Railway. Ce dernier avait été créé en mars 1876, afin de relier Camden, New Jersey à Atlantic City, New Jersey via Clementon. La ligne à voie étroite, longue de 88 km, fut rapidement ouverte en juillet 1877. Mais il fit banqueroute en juillet 1878. Le 4 décembre 1883, il fut rebaptisé Philadelphia & Atlantic City Rairoad. Le 5 octobre 1884, sa ligne était remise à l'écartement standard. Le Reading finit par le racheter totalement le 4 décembre 1885.
Le 1er avril 1889, le Reading consolida les différentes compagnies de chemins de fer suivantes, situées dans le sud du New Jersey, avec l'Atlantic City Railroad : 
- le Philadelphia & Atlantic City Railway
- le Williamstown & Delaware River Railroad
- le Glassboro Railroad
- le Camden Gloucester & Mt Ephraim Railway
- le Kaighn's Point Terminal Railroad.

Pour améliorer ses ventes de charbon sur le marché New Yorkais, le Reading créa le Port Reading Railroad en 1890; cet embranchement se détachait de la ligne principale au niveau de Bound Brook, NJ pour relier le nouveau port de Port Reading sur le détroit d'Arthur Kill près de Perth Amboy, NJ. Le charbon était directement chargé sur des barges pour atteindre ensuite New York. Auparavant, l'approvisionnement maritime étaient beaucoup plus long puisque les navires, après avoir quitté Port Richmond, devaient contourner Cape May, NJ, et remontaient le long de la côte du New Jersey jusqu'au port de New York. 
Au lieu de développer son réseau, le Reading concentra toutes ses forces dans l'anthracite et son transport durant la seconde moitié du XIXe siècle. En 1890, le Reading sous la présidence d'Archibald A McLeod, réalisa qu'il devait grossir pour gagner plus d'argent. En 1891, il était apte à prendre le contrôle de réseaux voisins comme le Lehigh Valley Railroad, le Central New England Railroad, et le Boston & Maine Railroad. Le Lehigh Valley fut loué le 1er décembre 1891, mais  la location s'acheva le 8 août 1893 lorsque le Reading fut placé en redressement judiciaire. Le Reading dut également renoncer au contrôle du Central New England Railroad et du Boston & Maine Railroad. J.P. Morgan fut satisfait de cette issue, car il ne souhaitait pas l'arrivée d'un nouveau réseau concurrent dans le nord-est du pays,. À la suite de la crise financière de 1893, McLeod fut remplacé par Joseph Smith Harris. Suspecté de monopole, le Reading fut contraint de se réorganiser. Ainsi la Reading Company fut créée pour servir de compagnie holding pour ses filiales: le Philadelphia & Reading Railway, et le Philadelphia & Reading Coal & Iron Company. La Reading Company absorba le P&R le 30 novembre. 
Ce fut également en 1893, que le Philadelphia & Reading Railroad construisit son plus célèbre bâtiment : le Reading Terminal à Philadelphie. Le Reading Terminal servait non seulement de terminus pour la plupart des trains du Reading, mais également de quartier général pour la compagnie.

### Mines de charbon
La compagnie entreprend de racheter la totalité des mines de charbon de Schuylkill. Les conditions de vie des mineurs sont assez misérables : plusieurs centaines sont tués ou gravement blessés à Schuylkill, les enfants de 7 à 16 ans reçoivent moins de 3 dollars par semaine pour trier le charbon, les adultes sont rémunérés à la tonne extraite et donc soumis à une grande pression, et la plupart des habitations des mineurs sont possédées par les compagnies minières. Les éventuels grévistes s'exposent ainsi non seulement à la perte de leur emploi, mais aussi de leur logement.
Pour accroitre ses bénéfices, le président de la compagnie Franklin Benjamin Gowen décide en 1871 de diminuer d'un tiers les salaires des mineurs. Il contraint ses concurrents à en faire de même, faute de quoi il leur impose une taxe spéciale pour le transport par chemin de fer. Les mineurs demandent à la Justice d'intervenir mais celle-ci rend un jugement favorable à Gowen. Avec la dépression de 1873 les conditions de vies des mineurs se dégradent encore davantage. Leurs salaires passent de 18,20 dollars par semaine en 1869 à 9,20 en 1877 ; beaucoup sont considérablement endettés auprès de la compagnie qui, après déduction du prix des outils, de l'alimentation et du loyers leur remet souvent des bulletins de paye négatifs. 
Une grève est alors déclenchée : 26 mineurs sont arrêtés et incarcérés pour association de malfaiteurs. La compagnie fait également interdire le syndicat des mineurs par les tribunaux. Dans un rapport ultérieur à ses actionnaires, Gowen indiquera avoir dépensé 4 millions de dollars pour briser la grève. L'association secrète des Molly Maguires riposte en sabotant la production et en incendiant des bureaux. En raison de ces événements Gowen obtient l'intervention de la milice de l’État ; avec l'aide de cette dernière et de l'agence Pinkerton, il fait disperser les rassemblements ouvriers et trois dirigeants syndicaux seront assassinés (par l'agence Pinkerton ou par des tueurs engagés par Gowen). Un agent des Pinkerton s'infiltre au sein de la société secrète et dénonce 347 Mollies présumés, dont 20 seront exécutés. 

## Le Philadelphia & Reading Railway: 1896–1923

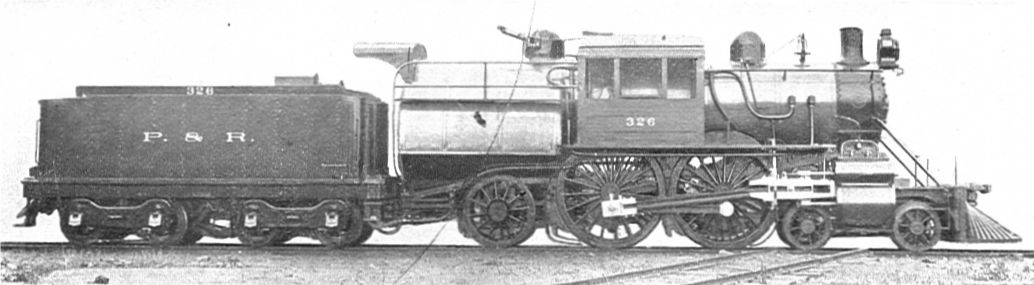
Loco vapeur de la Reading de type 4-4-2 en 1907.

Cependant en 1906, avec l'appui de l'Administration Roosevelt, la loi Hepburn Act fut votée. Elle obligeait les compagnies de chemins de fer à se désengager totalement du secteur minier: propriété et exploitation. La Reading Company fut donc obligée de vendre le Philadelphia & Reading Coal & Iron Company. Le Reading dont l'activité de base reposait sur l'acheminement du charbon, fut obligé de se diversifier en développant de nombreux embranchements vers des sites industriels. Le Reading, oubliant son rêve de grand réseau, se spécialisa dans son rôle de bridge route.

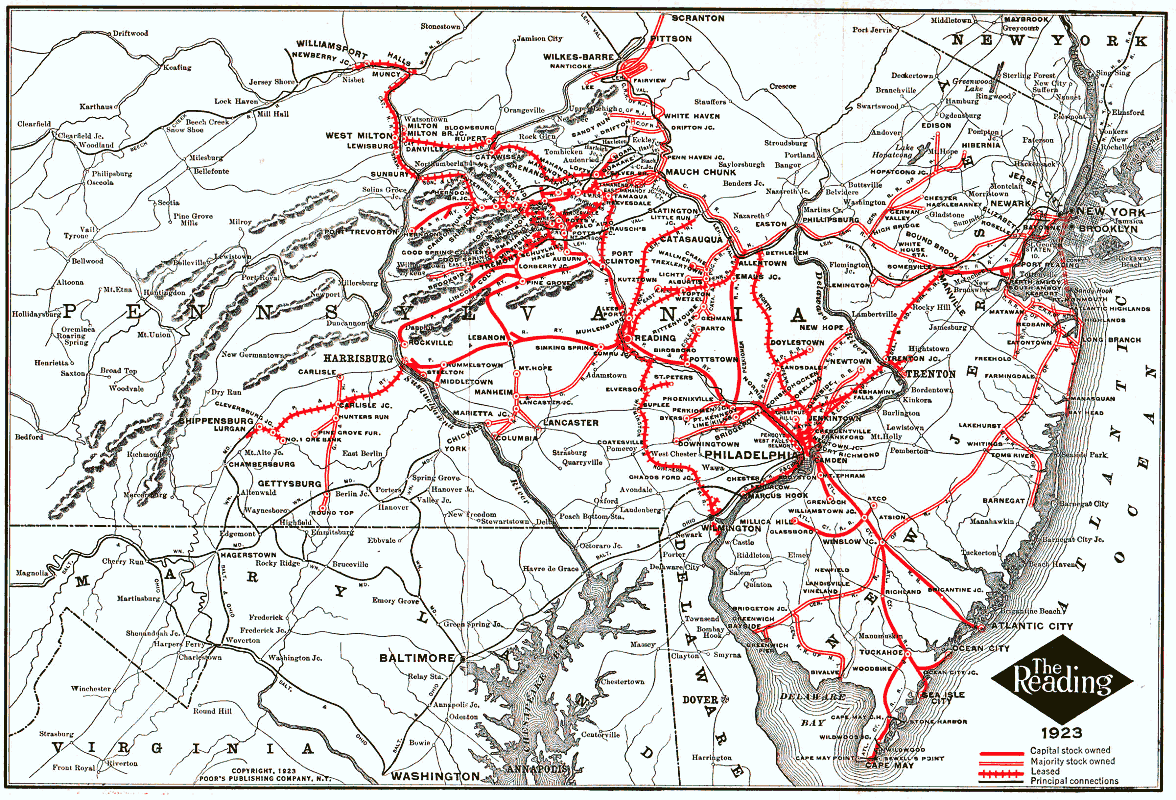
Carte montrant les lignes de la Reading en 1923.

Le Reading avait un rôle important dans l'Alphabet Route qui reliait Boston (au Massachusetts) et New York à Chicago. Le trafic en provenance du Lehigh Valley Railroad et du Jersey Central (Central Railroad of New Jersey) pénétrait sur le réseau du Reading à Allentown, PA, puis circulait sur l'embranchement de l'East Penn Branch jusqu'à Reading, Pennsylvanie. De là, les trains partaient en direction de l'ouest sur l'embranchement du Lebanon Valley Branch pour atteindre Harrisburg. Puis grâce à l'embranchement du Philadelphia Harrisburg & Pittsburg branch, les convois arrivaient à Shippensburg, PA. Finalement, les trains se connectaient avec le Western Maryland Railroad pour continuer vers l'ouest. Cette route fut connue sous le nom de “Crossline” et devint très importante. Le Reading commença à mettre ses locomotives en commun entre ces diverses connexions afin d'optimiser le transfert des marchandises et des voyageurs. 
Même si le Reading ne put jamais retrouver sa position dominante des années 1870, il resta toujours un chemin de fer important et rentable. Du début du XXe siècle jusqu'à la Première Guerre mondiale, le Reading faisait partie des chemins de fer les plus modernes et les plus efficaces. Adoptant les standards de compagnies beaucoup plus grosses que lui, le Reading s'engageait sur de nombreux projets d'améliorations. Cela incluait des lignes à triple ou quadruple voies sur ses axes principaux, des améliorations de sa signalisation et de ses voies, ainsi que le développement des capacités de son réseau et des installations de ses gares.
Le Reading fit des investissements dans la construction de nouveaux raccourcis, de contournements et de connexions, à l'image du Low Garde Lines du Pennsylvania Railroad et du Lackawanna Cut-off. L'achèvement des 11,6 km du Reading Belt Line en 1902, permit de désengorger le centre ville de Reading,. A Bridgeport, PA, un nouveau pont fut construit sur la Schuylkill en 1903; il reliait la ligne principale du Reading, située sur la rive ouest, avec l'embranchement de Norristown Branch sur la rive opposée, permettant un service voyageur vers Norristown, ainsi qu'un raccourci de l'ancienne ligne principale appelée West Side Fright Line. Le Ninth Avenue Branch, artère principale conduisant au Reading Terminal, fut également améliorée. Entre 1907-1914, l'ancienne route à double voie fut remplacée par une ligne surélevée à 4 voies, ce qui augmenta la capacité et la sécurité. 
En 1901, le Reading prit des participations dans le Central Railroad of New Jersey (CNJ), ce qui lui permit de proposer une liaison directe entre le Reading Terminal de Philadelphia et le Jersey City Communipaw Terminal du CNJ via Bound Brook et la ligne principale du CNJ. Le Baltimore and Ohio Railroad (B&O) qui était à la recherche d'un accès vers New York, prit en 1903 des parts dans le Reading, ce qui lui permit grâce à des droits de passages sur le Reading et le CNJ, de desservir Jersey City. Au nord, l'achèvement en 1906 du New York Short Line, permit de proposer un raccourci vers New York aux trains de marchandises et au Royal Blue du B&O. 

### Les ateliers de Reading
La construction des fameux ateliers de Reading Shops débutèrent en 1900, le long du triage de la ville de Reading au nord de la 6e rue; cet emplacement facilitait la maintenance et la construction de grosses locomotives, ainsi que des wagons. Les ateliers furent achevés 4 ans plus tard; avec leurs imposantes architectures de briques, ils étaient les plus grands des États-Unis, et permettaient au Reading de fabriquer ses propres machines, à la différence de la majorité des autres compagnies. De plus grosses locomotives à vapeur furent introduites pour tracter un trafic en pleine croissance. Cela incluait les massives locomotives de classe N1 de type Mallet 2-8-8-2, celles de classe M1 de type 2-8-2 construites par le Reading pour le fret, et celles de classe G1 de type 4-6-2 pour les voyageurs. Ces classes étaient en rupture avec les machines traditionnelles du Reading. Les M1 étaient les premières machines du Reading à avoir un boggie, ainsi qu'une cabine derrière le foyer Wootten. Les G1 étaient les premières locomotives de voyageurs du Reading à comporter 3 essieux moteurs couplés. La compagnie fit également des investissements dans de petites 4-4-0, et des switchers (locomotives de manœuvres). 

### Le service voyageur du Reading
La Reading Company n'exploitait pas de service voyageur sur longue distance, mais plusieurs de ses trains avaient une dénomination. 
Le plus réputé était le streamliner Crusader, qui reliait Philadelphia à Jersey City. 
D'autres trains de la flotte incluaient:
- le Harrisburg Special entre Jersey City et Harrisburg,
- le King Coal entre Philadelphia et Shamokin (Pennsylvania),
- le North Penn entre Philadelphia et Bethlehem,
- le Queen of the Valley entre Jersey City et Harrisburg,
- le Schuylkill entre Philadelphia et Pottsville, et
- le Wall Street entre Philadelphia et Jersey City[24].

Le Reading participait en partenariat avec le Central Railroad Company of New Jersey et le Delaware Lackawanna & Western Railroad, à l'exploitation du The Interstate Express entre Philadelphie et  Binghamton (État de New York).
Le Reading exploitait un vaste et très actif réseau de banlieue qui se raccordait au Ninth Avenue Branch avant d'arriver au Reading Terminal à Philadelphie. Les rames étaient principalement tractées par de petites 4-4-0, 4-4-2, et 4-6-0 Camelblacks. 

### La Première Guerre mondiale
Lors de la Première Guerre mondiale, l'ensemble des chemins de fer furent placés sous l'Administration des chemins de fer des États-Unis (USRA). Malgré ses efforts pour se diversifier, les revenus du Reading dépendait lourdement du charbon. La production d'anthracite de Pennsylvanie atteignit son maximum en 1917, avec 99,7 millions de tonnes. La meilleure période pour le Reading se situa juste à l'après-guerre. Le volume annuel était de 15 millions de tonnes d'anthracite, de 25 millions de tonnes de charbon bitumineux, et de plus de 30 millions de tonnes de fret industriel.

## La Reading Company: 1924–1976

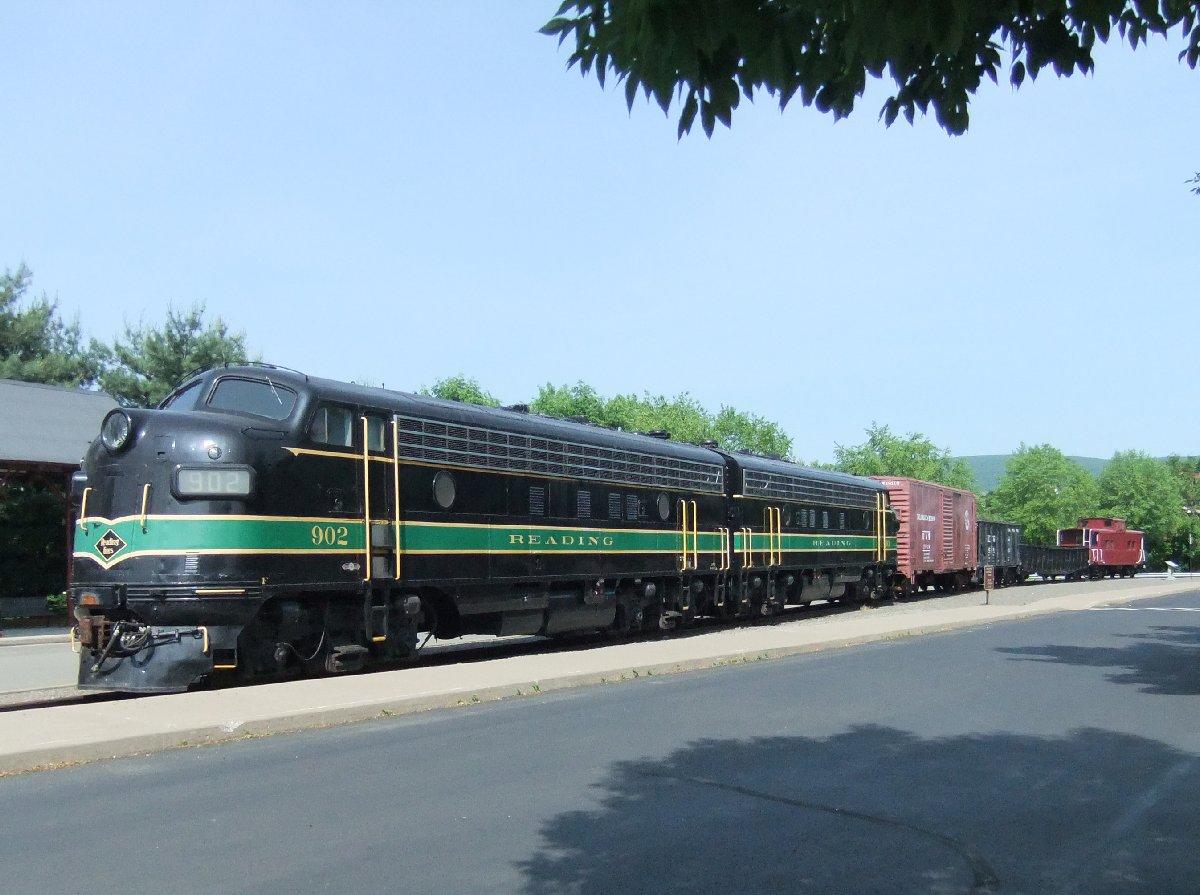
Locomotives EMD FP7 de la Reading en 2012.

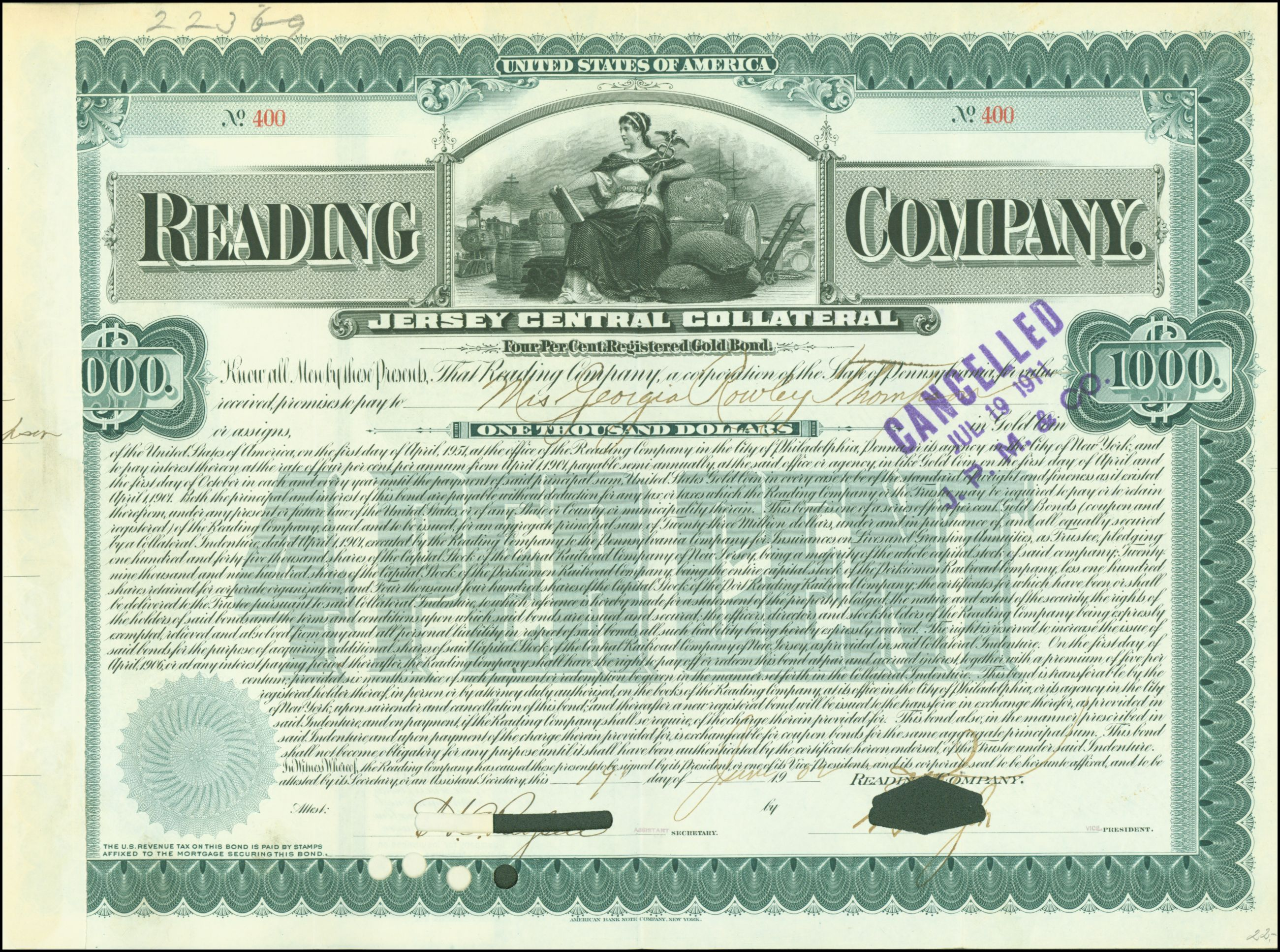
Gold Bond de la Reading Company en date du 19 juin 1902

La Reading company, holding initialement créée pour contrôler le Philadelphia & Reading Railway et le Philadelphia & Reading Coal and Iron Company, ne dirigeait plus que la branche ferroviaire, à la suite de la vente forcée en 1906 de son activité minière. En 1924, pour simplifier la structure de la société, le P&R cessa son activité qui fut reprise par la Reading Company.
Le Reading resta une des entreprises les plus prospères des États-Unis jusqu'au déclin de l'utilisation du charbon qui apparut après la seconde guerre mondiale.  
À la fin des années 1920, le réseau de banlieue centré autour de Philadelpie fut électrifié afin d'améliorer son efficacité. Partant du Reading Terminal, il desservait les faubourgs de Norristown, Chestnut Hill, Doylestown, Hatboro, et West Trenton. Le Reading continua s'étendre son réseau de banlieue jusque dans les années 1960 en dépit des coûts de construction qui réduisaient les profits. 
Lorsque le transport de charbon commença à diminuer, et que la concurrence des autoroutes s'affirma, l'entreprise commença à connaitre des difficultés. À cela s'ajoutait une réglementation gouvernementale stricte des chemins de fer qui régulait les tarifs, réclamait des taxes, et obligeait le maintien des lignes non rentables. Néanmoins, la compagnie versait des rémunérations incroyablement élevées aux actionnaires et aux dirigeants. Pour compliquer les choses, le Reading était forcé de continuer à payer ses dettes au Penn Central, alors que ce dernier en banqueroute depuis le 21 juin 1970, n'était pas obligé de régler les siennes au Reading. En conséquence, la Reading Company se mit en banqueroute en 1971.

## La période post chemin de fer
Le 1er avril 1976, la Reading Company vendit ses intérêts dans le chemin de fer à la nouvelle compagnie Consolidated Railroad Corporation, et conserva 650 biens immobiliers, des propriétés dans le charbon, et 52 droits de passages abandonnés. Il avait vendu 350 biens immobiliers lorsqu'il sortit de la banqueroute en 1980. Au début des années 1980, James Cotter, un avocat de Los Angeles, racheta la Reading Company via sa holding la Craig Corporation, et liquida ce qui restait ce la compagnie pour financer sa chaine de cinéma en Australie et en Nouvelle-Zélande. Le Reading Terminal, dernier bien en rapport avec le chemin de fer, fut vendu en 1993. En 1996, Cotter réorganisa la compagnie en Reading Entertainment. La Craig Corporation fusionna en 2001 avec la Citadel Holding Corporation, une autre compagnie de Cotter, pour former la Reading International.

## Les présidents de la compagnie
- Elihu Chauncey, 1834–1842
- William F. Emlen, 1842–1843
- John Cryder, 1843–1844
- John Tucker, 1844–1856
- Robert D. Cullen, 1856–1860
- Asa Whitney, 1860–1861
- Charles E. Smith, 1861–1869
- Franklin B. Gowen, 1869–1884
- Frank S. Bond, 1881–1882 (élu lorsque Gowen fut contesté)
- George DeBenneville Keim, 1884–1887
- Austin Corbin, 1887–1890
- Archibald A. McLeod, 1890–1893
- Joseph Smith Harris, 1893–1901
- George Frederick Baer, 1901–1914
- Theodore Voorhees, 1914–1916
- Agnew Dice, 1916–1932
- Charles H. Ewing, 1932–1935
- Edward W. Scheer, 1935–1944
- Revelle W. Brown, 1944–1952
- Joseph A. Fisher, 1952–1960
- E. Paul Gangewere, 1960–1964
- Charles E. Bertrand, 1964–1976

## Dans la culture populaire
Bien que le Reading fut habituellement occulté par son voisin le Pennsylvania Railroad, plus vaste et plus puissant, il a tout de même réussi à marquer les esprits du temps où les chemins de fer dominaient l'économie nationale. Le Reading fut la cible fréquente des Molly Maguires, organisation secrète irlandaise localisée dans la région charbonnière de la Pennsylvanie. Ce conflit fut illustré par de nombreux ouvrages et œuvres musicales. 
Il est probable que le plus grand impact du Reading sur l'imaginaire de nos contemporains, vient de sa présence dans le jeu du Monopoly, où il représente la première des 4 compagnies de chemin de fer. 
Beaucoup de personnes en voyant le mot Reading, le prononce "REED-ing", alors qu'il se prononçait "REDD-ing", du nom de la ville de Reading, en Pennsylvanie du comté de Berks, laquelle avait pour origine celle de Reading en Angleterre dans le comté de Berkshire.